# Angela
Angela  è un nome proprio di persona italiano femminile.

## Varianti
- Maschili: Angelo[1]
- Femminili: Angiola
  - Alterati: Angelina[1], Angeletta, Angiolina, Angioletta
  - Ipocoristici: Lina[1], Lalla
  - Composti: Pierangela, Mariangela, Michelangela

### Varianti in altre lingue
- Albanese: Anxhela
- Ceco: Anděla[1]
- Croato: Anđelka[1], Anđela[1]
  - Ipocoristici: Anđa[1]
- Francese: Angèle[1]
  - Alterati: Angeline[1]
- Inglese: Angela[1], Angel[1], Angelia[1]
  - Ipocoristici: Angie[1]
- Irlandese: Aingeal[1]
- Islandese: Angela
- Latino: Angela[1][2]
- Ligure: Angea[3]
  - Alterati: Angioliña, Angeña
- Macedone: Ангела (Angela)[1]
- Norvegese: Angela
- Olandese: Angela[1]
  - Alterati: Angelien[1]
- Polacco: Aniela[1]
  - Alterati: Anielka[1], Angelina[1]
- Portoghese: Ângela[1]
- Rumeno: Angela[1]
- Russo: Анжела (Anžela)[1], Ангела (Angela)[1]
  - Alterati: Анжелина (Anželina)[1]
- Serbo: Анђела (Anđela)[1]
  - Ipocoristici: Анђа (Anđa)[1]
- Slovacco: Angela[1]
- Sloveno: Angela[1]
- Spagnolo: Ángela[1]
  - Alterati: Angelina[1], Angelita[1]
- Svedese: Angela
- Tedesco: Angela[1]
- Ungherese: Angéla

## Origine e diffusione

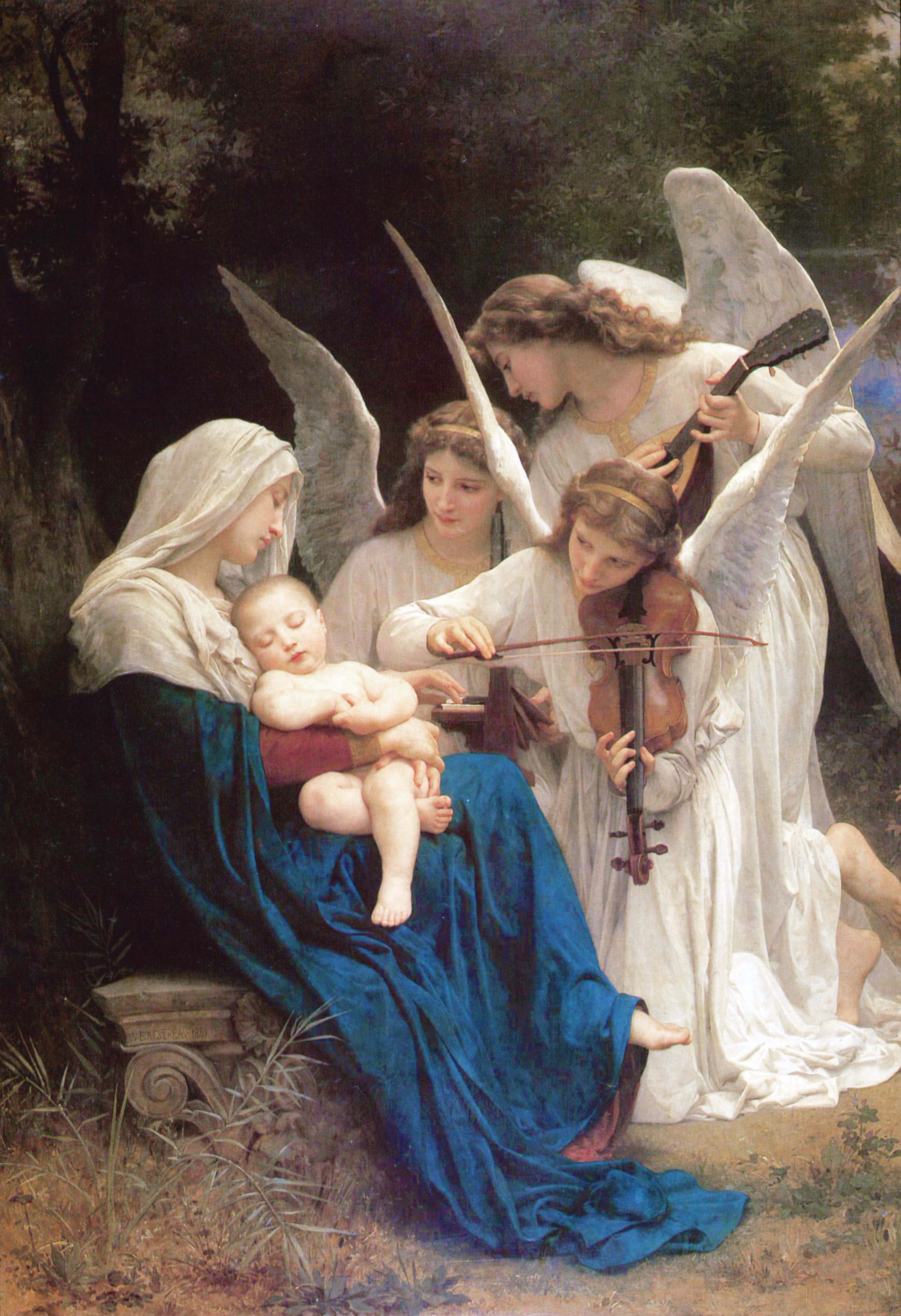
Il cantico degli angeli, di William-Adolphe Bouguereau

Deriva dal nome latino Angela, a sua volta basato sul greco ἄγγελος (ángelos), che significa "messaggero"; il suo uso fa solitamente riferimento agli Angeli, le figure spirituali tipiche di svariate religioni.
Angela è stato il quinto nome femminile più diffuso in Italia nel XX secolo. In inglese cominciò ad essere usato nel XVIII secolo.

## Onomastico
L'onomastico si festeggia solitamente il 27 gennaio in memoria di sant'Angela Merici, fondatrice della Suore Orsoline. Tra le altre date in cui può essere festeggiato vi sono:
- 4 gennaio, sant'Angela da Foligno, detta Magistra Theologorum, mistica, terziaria francescana[6]
- 2 marzo, sant'Ángela della Croce, fondatrice della congregazione delle Sorelle della Compagnia della Croce[6]
- 12 marzo, beata Angela Salawa, terziaria francescana[6]
- 26 agosto, beata Ángela Ginard Martí, martire presso Madrid[7]
- 2 ottobre, santi Angeli Custodi
- 10 ottobre, beata Maria Angela Truszkowska, fondatrice della congregazione delle Suore di San Felice da Cantalice (Feliciane)[6]
- 20 novembre, beata Angela di San Giuseppe, vergine della congregazione della Dottrina Cristiana e martire con altre compagne a Valencia[6]

## Persone

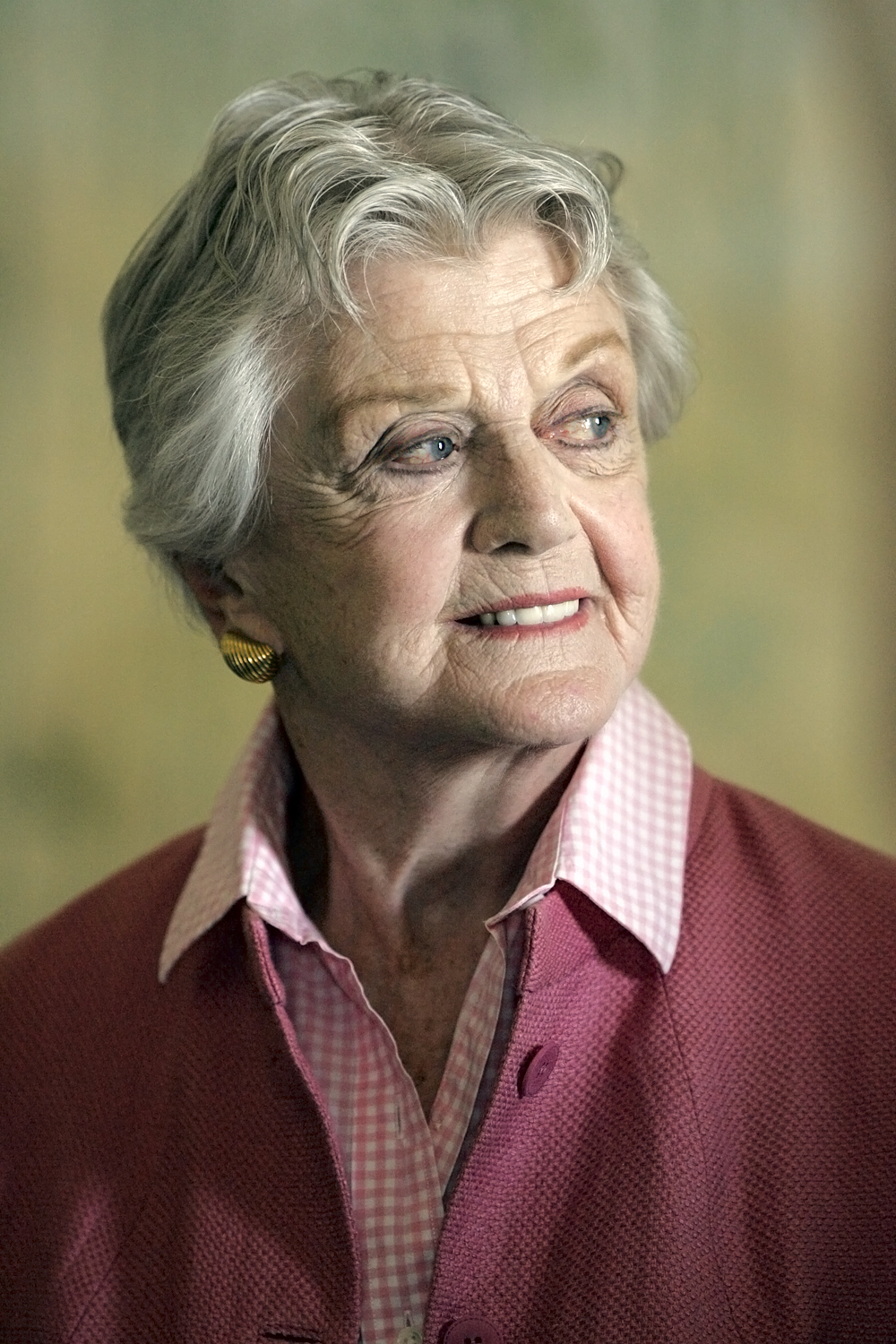
Angela Lansbury

- Angela, cantante, paroliera e attrice italiana
- Angela Bassett, attrice statunitense
- Angela Bettis, attrice e regista statunitense
- Angela Carter, scrittrice e giornalista britannica
- Angela Davis, attivista statunitense
- Angela Finocchiaro, attrice e comica italiana
- Angela Gheorghiu, soprano rumena
- Angela Giussani, fumettista ed editrice italiana
- Angela Gossow, cantante tedesca
- Angela Lansbury, attrice britannica naturalizzata statunitense
- Angela Luce, cantante e attrice italiana
- Angela Melillo, showgirl italiana
- Angela Merkel, politica tedesca
- Angela Veronese, poetessa italiana
- Angela White, pornoattrice e regista pornografica australiana

### Variante Ángela

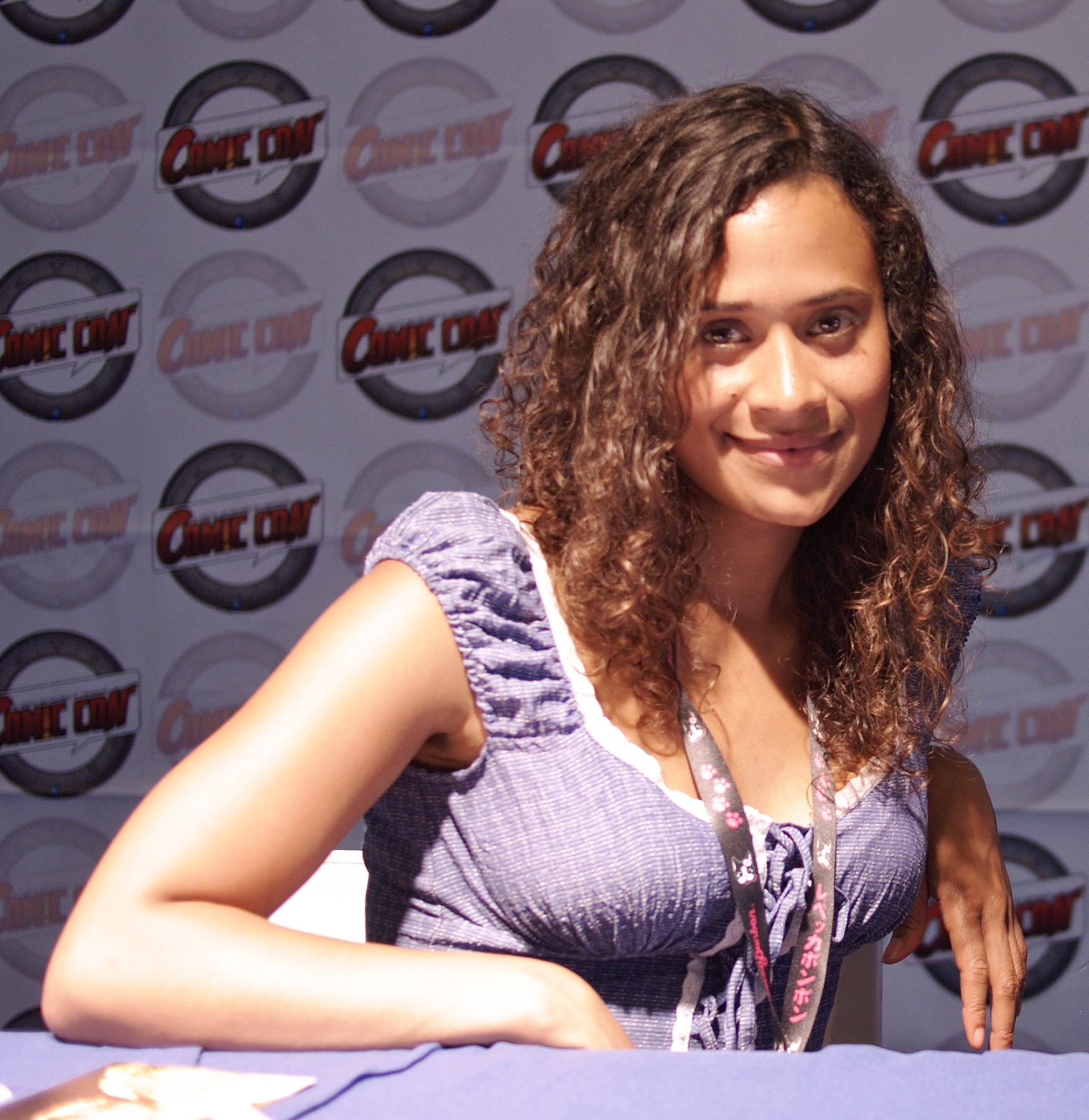
Angel Coulby

- Ángela María Aieta, attivista argentina
- Ángela Becerra, scrittrice colombiana
- Ángela Hernández Núñez, scrittrice dominicana
- Ángela Molina, attrice spagnola
- Ángela Vallvey, scrittrice spagnola

### Variante Angiola
- Angiola Baggi, attrice, doppiatrice e direttrice del doppiaggio italiana
- Angiola Massucco Costa, psicologa e politica italiana
- Angiola Maria Romanini, storica dell'arte italiana
- Angiola Tavella, pittrice italiana

### Variante Angiolina
- Angiolina Bosio, soprano italiana
- Angiolina Gobbi, doppiatrice italiana
- Angiolina Quinterno, attrice e doppiatrice italiana

### Variante Angel
- Angel Coulby, attrice britannica

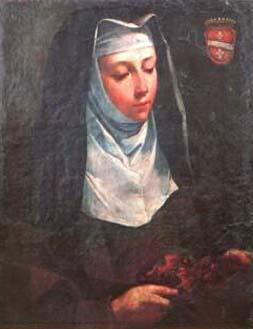
Angelina di Marsciano

- Angel Dark, ex attrice pornografica slovacca
- Angel Kelly, ex attrice pornografica statunitense
- Angel Long, attrice pornografica britannica
- Angel Martino, nuotatrice statunitense
- Angel McCoughtry, cestista statunitense

### Variante Angelina

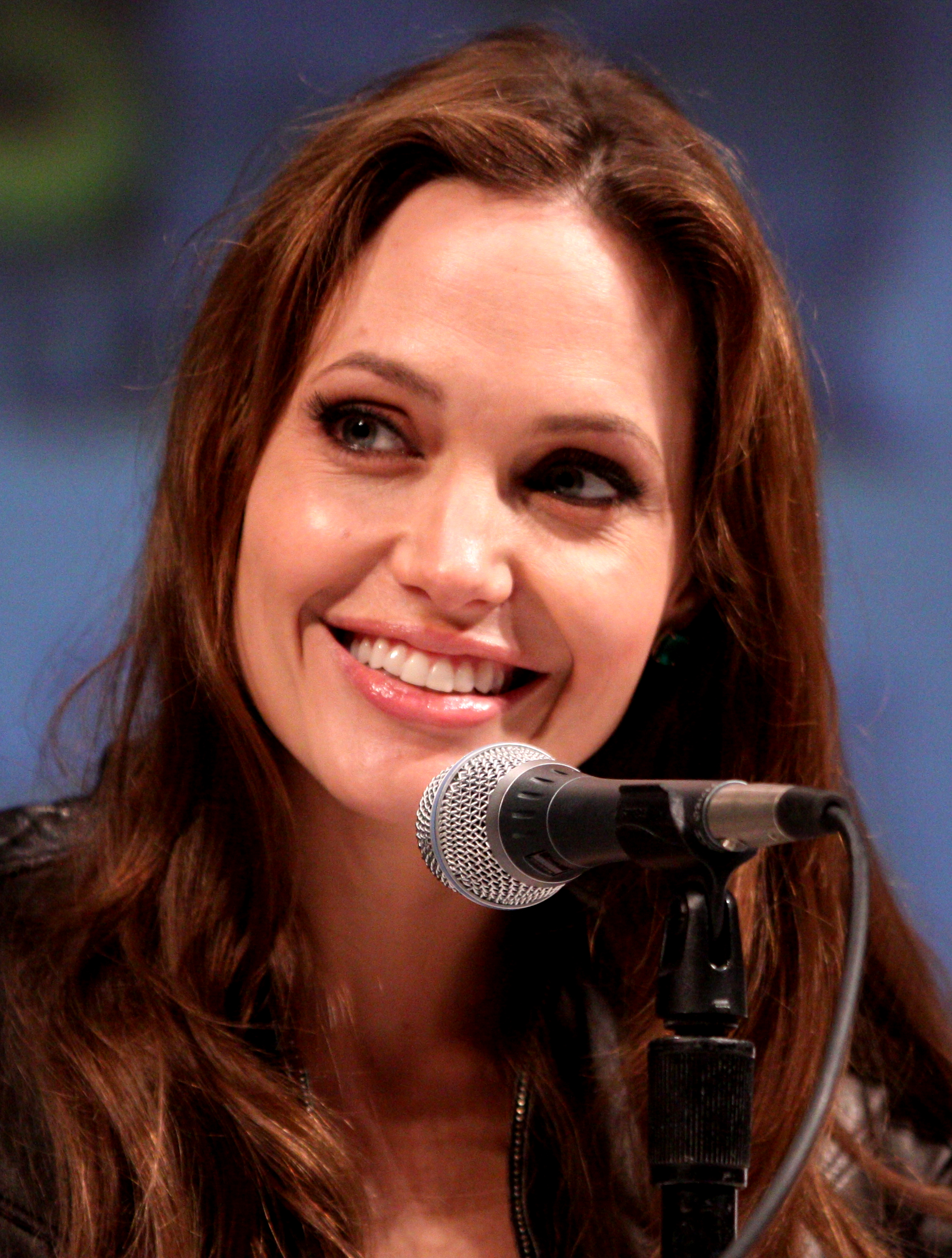
Angelina Jolie

- Angelina di Marsciano, religiosa italiana
- Angelina Grimké, attivista statunitense
- Angelina Grün, pallavolista e giocatrice di beach volley tedesca
- Angelina Jolie, attrice, regista, sceneggiatrice e produttrice cinematografica statunitense
- Angelina Love, wrestler canadese
- Angelina Mango, cantautrice italiana
- Angelina Mel'nikova, ginnasta russa
- Angelina Muniz, attrice brasiliana
- Angelina Pirini, educatrice italiana
- Angelina Valentine, attrice pornografica statunitense

### Variante Angie

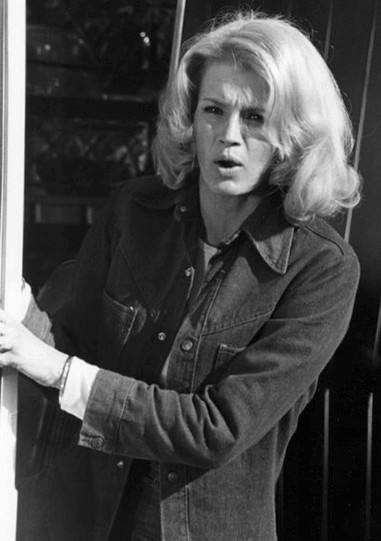
Angie Dickinson

- Angie Bainbridge, nuotatrice australiana
- Angie Be, cantante francese
- Angie Braziel, cestista e allenatrice di pallacanestro statunitense
- Angie Cepeda, attrice colombiana
- Angie Dickinson, attrice statunitense
- Angie Everhart, attrice statunitense
- Angie Harmon, modella e attrice statunitense
- Angie Martinez, rapper e disc jockey statunitense
- Angie Pontani, ballerina, coreografa e danzatrice statunitense
- Angie Sage, scrittrice britannica
- Angie Stone, cantante statunitense
- Angie Zapata, donna statunitense vittima di transfobia

### Altre varianti
- Ângela Cardoso, cestista angolana
- Angèle Etoundi Essamba, fotografa camerunese
- Angelines Fernández, attrice spagnola naturalizzata messicana
- Angy Fernández, attrice e cantante spagnola
- Anđa Jelavić, cestista croata
- Angéla Németh, atleta ungherese
- Ângela Vieira, attrice brasiliana

## Il nome nelle arti
- Angela è un personaggio della serie televisiva Stranger Things interpretato da Elodie Grace Orkin che appare per la prima volta nella quarta stagione.
- Angela è un personaggio dei romanzi del Ciclo dell'Eredità, scritti da Christopher Paolini.
- Angeline Fowl è un personaggio della serie di romanzi Artemis Fowl, scritta da Eoin Colfer.
- Angela Perez è un personaggio dei romanzi de La genesi di Shannara, scritti da Terry Brooks.
- Angela Sheehan McCourt è un personaggio del romanzo di Frank McCourt Le ceneri di Angela, e dell'omonimo film da esso tratto, diretto da Alan Parker.
- Angiolina Zarri è un personaggio del romanzo Senilità di Italo Svevo.
- Angelina Johnson è un personaggio della serie di romanzi e film Harry Potter, creata da J. K. Rowling.
- In vari film della commedia sexy all'italiana il principale personaggio femminile aveva nome Angela, come ne La liceale nella classe dei ripetenti, La liceale seduce i professori e La ripetente fa l'occhietto al preside.
- Suor Angela è un personaggio della serie televisiva Che Dio ci aiuti.
- Angie Bolen è un personaggio della serie televisiva Desperate Housewives.
- Angela Henson è un personaggio della serie televisiva Angela's Eyes.
- Angela Petrelli è un personaggio della serie televisiva Heroes.
- Angelina Trombetta è un personaggio della commedia Le bugie con le gambe lunghe di Eduardo De Filippo.
- Angiolina Zarri è un personaggio del romanzo Senilità scritto da Italo Svevo.
- Molte canzoni sono state dedicate ad Angela: da Luigi Tenco, Biagio Antonacci, Leano Morelli, Checco Zalone, Bee Gees, Toto, No Use for a Name, Rolling Stones, The Lumineers, Cesare Cremonini, Umberto Tozzi.
- Angela è un personaggio dei fumetti Marvel Comics (in precedenza comprimario di Spawn).
- Angela è un personaggio della serie Talking Tom and Friends.

## Toponimi
- 64 Angelina è un asteroide scoperto nel 1861.